# José Antonio Dorado
José Antonio Dorado Ramírez dit « Chechu Dorado » est un footballeur espagnol, né le 10 juillet 1982 à Cordoue. Il évolue au poste de défenseur central au Real Saragosse.

## Palmarès
- Betis Séville
  - Vainqueur de la Liga Adelante en 2011.
- Rayo Vallecano
  - Vainqueur de la Liga Adelante en 2018.